# Mikoyan-Gurevich MiG-105
Il Mikoyan-Gurevich MiG-105 "Spiral" fu un progetto sovietico per la creazione di uno spazioplano orbitale. Originariamente concepito come risposta al progetto militare statunitense X-20 Dyna-Soar, fu influenzato dalla ricerca contemporanea del corpo portante condotta dalla NASA al Flight Research Center in California.
Venne soprannominato "Lapot" in russo лапоть, (la parola è anche usata per dire "scarpa").

## Storia

### Sviluppo
Il programma era anche noto come EPOS (acronimo russo per Aereo Passeggeri Orbitale Sperimentale). Il lavoro su questo progetto incominciò nel 1965, due anni dopo la cancellazione del Dyna-Soar. Il progetto venne arrestato nel 1969, per essere poi ripreso nel 1974 in risposta al programma americano dello Space Shuttle. Il veicolo fece il suo primo volo sub-sonico nel 1976, decollando con la sua sola potenza da una vecchia e sporca pista vicino a Mosca. Pilotato da A. G. Festovets fino al centro di volo Zhukovskii, coprì una distanza di 19 miglia. I test di volo, in totale otto, continuarono sporadicamente fino al 1978. Venne infine cancellato, anche se non volò mai nello spazio, quando fu presa la decisione di procedere con il Programma Buran.
Lo Spiral è attualmente in mostra al Museo dell'aviazione Monino in Russia.
Gleb Lozino-Lozinskiy fu a capo del programma di sviluppo dello Spiral.

### Differenze tra il Dyna-Soar e lo Spiral
Anche se avevano sostanzialmente la stessa missione, il Dyna-Soar e lo Spiral erano veicoli radicalmente differenti. Ad esempio:
- mentre il X-20 Dyna-Soar era pensato per poter essere lanciato da un razzo tradizionale come il Titan III-C o il Saturn I, gli ingegneri sovietici optarono per un lancio a mezz'aria dello Spiral. L'idea era che lo spazioplano sarebbe stato lanciato a mezz'aria da una navetta madre conosciuta come "50/50", che avrebbe lanciato lo Spiral da un'elevata altitudine dal retro della sua fusoliera a una velocità ipersonica. L'idea era simile a quella usata dagli Stati Uniti nel lanciare il drone da ricognizione D-21 Tagboard dal retro del A-12 Oxcart. La nave madre sarebbe stata costruita dalla Tupolev (OKB-156) e avrebbe utilizzato molte delle stesse tecnologie del Tu-144 'Charger' trasporto supersonico (l'equivalente sovietico del Concorde) e del Sukhoi T-4 bombardiere capace di raggiungere una velocità di Mach-3 (simile al XB-70 Valkyrie). Non andò mai oltre il tavolo da disegno. Gli U.S.A. idearono una cosa simile nel 1990 sotto il progetto segreto di Blackstar.
- Il Dyna-Soar era progettato con ali a delta fisse, mentre lo Spiral prevedeva delle innovative ali a geometria variabile. Durante le fasi di lancio e rientro, queste si sarebbe piegate verso la fusoliera formando un angolo di 60º, e avrebbero agito da stabilizzatori verticali. Dopo il rientro, il pilota procedendo a velocità subsonica avrebbe attivato una serie di attuatori elettronici che avrebbero abbassato le ali in posizione orizzontale, dando allo spazioplano le caratteristiche per un volo normale.
- Lo Spiral venne disegnato per avere tutte le caratteristiche di un corpo portante, mentre il Dyna-Soar era progettato come aereo convenzionale.
- Le superleghe ad alte temperature come niobio, molibdeno, tungsteno e rene 41 sarebbero state usate come principale scudo della struttura del X-20. Lo Spiral era protetto da quello che gli ingegneri sovietici chiamarono "armatura a scalo piatto": una placca di acciaio individuale articolata da cuscinetti di ceramica per permettere l'espansione termica durante il rientro. Diversi BOR (acronimo russo per Aerei a razzo Non-pilotati Orbitali) vennero costruiti e lanciati con questo concetto.
- In caso di esplosione del motore o emergenza a mezz'aria, il compartimento dell'equipaggio dello Spiral sarebbe stato isolato dal resto del velivolo e paracadutato sulla Terra come una capsula convenzionale; Questo poteva accadere in ogni momento del volo. Le capsule di salvataggio vennero considerate anche per il Dyna-Soar, ma gli ingegneri americani optarono per razzo di salvataggio a carburante solido che avrebbe spinto lo spazioplano lontano dal motore esplodente, salvando sia il pilota sia l'aereo.
- Come gli Space Shuttle moderni, il Dyna-Soar era progettato con una piccola baia di carico dietro il modulo pressurizzato dell'equipaggio. Questo spazio sarebbe stato usato per rilasciare piccoli satelliti, contenenti equipaggiamento per la sorveglianza, armi o anche personale extra. Lo Spiral, d'altro canto, sembrava essere destinato a portare solo il suo pilota. Probabilmente perché lo spazio di carico era destinato a contenere il motore a turbogetto Koliesov e i suoi serbatoi di carburante.
- Sia il Dyna-Soar sia lo Spiral erano progettati per l'atterraggio con i pattini. I pattini d'atterraggio sul Dyna-Soar erano designati per poter essere attivati sotto la fusoliera in porte isolate, come un classico aereo. Gli ingegneri sovietici, preoccupati per l'integrità strutturale del veicolo, progettarono dei pattini d'atterraggio da mettere in una serie di porte sotto e poco prima delle ali. Questo inusuale accorgimento ha portato ad almeno una volta a un atterraggio duro.

### Piloti
Nei primi anni '60 un gruppo di piloti venne assegnato a degli addestramenti da cosmonauti per pilotare questo velivolo. Fu sottoposto a molti cambiamenti e si dissolse interamente. I membri conosciuti sono:
- German Stepanovič Titov, il secondo uomo sovietico nello spazio (vedi la voce Vostok 2).
- A.G. Festovets, che pilotò il veicolo durante il maggior numero di test atmosferici.

## BOR
Un altro spazioplano che usava il progetto dello Spiral fu la serie BOR, Una serie di veicoli da test in scala analoghi agli americani X-23 PRIME e ASSET. Molti di questi veicoli sono stati preservati e ora giacciono in molti musei attorno al mondo.
| Immagine | Numero seriale | Data di costruzione | Uso                               | Stato corrente                           |
| -------- | -------------- | ------------------- | --------------------------------- | ---------------------------------------- |
|          | BOR-2          |                     | Un modello in scala dello MiG-105 | NPO Molniya, Mosca                       |
|          | BOR-4          | 1982-1984           | Modello in scala dello Spiral     | Modello in scala 1:2. NPO Molniya, Mosca |
|          | BOR-6          |                     | Modello in scala dello Spiral     | NPO Molniya, Mosca                       |